# SS Chieti Calcio
Società Sportiva Chieti Calcio je talijanski nogometni klub iz talijanske pokrajine Abruzzo, iz grada Chietija.
Klub je utemeljen 1922. kao Calcio Chieti. Sezonu 2005./2006. je igrao u Serie C1/B, završivši na zadnjem mjestu te je ispao u Serie C2. Nogometni savez je ugasio klub zbog financijskih problema. Uskoro je osnovan novi klub koji je dobio ime A.S.D. Chieti. Zatražili su od nogometnog saveza neka im dopusti igrati u ligi Promozione koja je 7. razina talijanskog nogometa. Chieti se 2008. plasirao u Serie D. Prošao je tri razine u četiri sezone.
Klupske boje su zelena i crna.
Talijanski reprezentativac Fabio Grosso koji je osvojio svjetsko prvenstvo, proveo je tri sezone u Chietiju od 1998. do 2001. godine.

## Povijest
Chieti je utemeljen 1922. s osnivačkom glavnicom od - 50 centesima. Prvi svjetski rat je tek bio završio, a nogomet se tek počeo vraćati u javni život kroz klubove kao što su Pro Vercelli, Novese, Milan, Inter, Juventus, Genoa. Jednog je dana u Villi Comunale Nicola De Cesare u društvu svojih prijatelja razmatrao zamisao o utemeljenju nogometnog kluba. Udružio se s još nekim ljudima te uz iznos od 0,50 £ se platilo pristojbe i tako je nastao RISS. RISS je igrao prvih nekoliko utakmica protiv momčadi na središnjoj Civitelli protiv vojnih sastava.

### Poznati igrači
- Enrico Chiesa
- Fabio Grosso
- Fabio Quagliarella

## Vanjske poveznice
- Il sito ufficiale dell' SS Chieti Calcio (it.)
- ASD Chieti - neslužbene stranice  Arhivirana inačica izvorne stranice od 3. svibnja 2009. (Wayback Machine) (it.)